# Асіялан
Асіяла́н (рос. Асиялан, башк. Әсеялан) — присілок у складі Ішимбайського району Башкортостану, Росія. Входить до складу Іткуловської сільської ради.
Населення — 44 особи (2010; 45 в 2002).
Національний склад:
- башкири — 76%